# Tenis de ruta
El tenis de ruta es una variación del tenis inventada en Barbados en la década de 1930 principalmente por ciudadanos de clase trabajadora local que no podían permitirse jugar tenis sobre hierba. Aunque se concentra principalmente en Barbados, se ha introducido en California y varias naciones del Caribe. A menudo se juega en vías residenciales públicas o en escuelas, centros comunitarios y áreas recreativas, donde se encuentran la mayoría de las canchas de tenis en carretera, ya sea sobre superficies de asfalto o pavimento de concreto.
El juego se juega con dos raquetas de madera y una pelota de tenis sin pelaje. Se utiliza una red de tablones de madera de 20 centímetros de alto, que requiere un espacio de 6 x 3 metros para jugar. El primer jugador en llegar a 21 puntos es declarado ganador. No hay voleas en el juego y el servidor se alterna después de que se hayan anotado 5 puntos. Al igual que en el tenis de mesa, cada servicio debe rebotar una vez en la cancha del servidor.